# 扎斯塔夫基
49°41′51″N 26°56′46″E / 49.69750°N 26.94611°E
扎斯塔夫基（烏克蘭語：Заставки）是位於烏克蘭西部的村莊，由赫梅利尼茨基州裡赫梅利尼茨基區的克拉西利夫市鎮負責管轄。該村面積1.79平方公里，海拔高度295米，2001年人口626，人口密度每平方公里349.5人。